# Sveitarfélagið Stykkishólmur
Sveitarfélagið Stykkishólmur és un municipi d'Islàndia a la regió de Vesturland. Té una extensió de 253,4 km² i una població de 1.285 habitants a primer de gener de 2025.
El municipi va ser creat el 29 de maig de 2022 mitjançant la fusió dels antics municipis de Stykkishólmur i Helgafellssveit.
La principal població del municipi és Stykkishólmur.